# 岡田有希子 ちょっとおあずけ
岡田有希子 ちょっとおあずけ（おかだゆきこ ちょっとおあずけ）は、1984年10月8日から1985年10月6日までニッポン放送で放送されていたラジオ番組。

## 概要
岡田有希子にとって、ニッポン放送では初の冠番組となった番組。毎回、リスナーから寄せられた中から選ばれたポエムの朗読で番組が始まっていた。「みんなの意見をじっくり聞きます」という意向で、出来るだけ多くの投稿を紹介したい岡田の希望により、特にコーナーは設けられていなかった。アイドルがパーソナリティを務める番組としては、当時としては珍しく選曲も岡田自身が全て行っていた。そのかかる曲数は大体30分間に4曲ほど。送られて来たはがきの数は毎週1,400通ほどで、その送り主の男女比率は男性7割、女性3割だった。ディレクターは榎本亮夫。
1984年10月8日から1985年4月1日まで、放送時間は毎週月曜日 20:30〜21:00。この間は当時月曜日〜金曜日 20:30〜21:00での帯のレーベル枠だった「KISS KISS シンドローム」の月曜日として放送されており、「KISS、KISS、シンドローム」という歌によるサウンドステッカーから番組が始まっていた。1985年4月7日から放送時間が毎週日曜日 21:30〜22:00に移った。
番組ではがきを読まれたリスナーには番組特製トレーナーが贈られていた。
1985年4月以降のオープニングテーマ曲及びジングルで使用されていた曲は、COSMOS-keyboards trio-のアルバム「夢想都市」収録曲「Cerulean Carib」。
番組の最後は、「来週のこの時間まで、ちょっとおあずけ。」というあいさつをするのが通例だった。
本番組終了の翌週1985年10月13日からは、同じニッポン放送で『岡田有希子 夜遊びしナイト』がスタート。しかしこの番組の制作はニッポン放送本体ではなくサンミュージックとなり、収録もニッポン放送本社ではなく当時日比谷中日ビルにあった東海ラジオ放送東京支社内のスタジオで行われていた。

## コーナー
ちょっとおあずけウイークリー
- 1985年4月からのコーナー。リスナーが“○○支局（居住地）の記者”となって、「変わった珍しいクラブ活動やアルバイト」「お勧めまたは自分が行ってみたい希望のデートコース」「変な遊び」「友人たちの間だけでの流行」など各週に発表されるテーマに沿って身の周りのことを何でもニュースにして送り、選ばれたものをアナウンサーがリポート（その音声は事前録音）。その後で“解説委員”役の岡田がこれらについてのトークをしていた[7]。

## ゲスト
- 田中久美 （1984年10月8日＝第1回）
- 太川陽介 （1984年12月3日）
- 佐野稔 （1984年12月10日）
- 水野雄仁 （1984年12月31日）
- 長山洋子 （1984年12月31日）
- 三田村邦彦 （1985年2月25日）
- 大杉勝男 （当時ニッポン放送野球解説者、1985年4月1日）※「ちょっとおあずけ学園卒業式」の企画で、スピーチで出演。

## ネット局

### 1984年10月 - 1985年3月
※全て「KISS KISS シンドローム」枠の月曜日として放送。
- 青森放送：月曜日 21:05〜21:35
- 山梨放送：月曜日 21:00〜21:30
- 中国放送：月曜日 21:00〜21:30
- 山口放送：月曜日 20:30〜21:00
- 西日本放送月曜日 21:00〜21:30

### 1985年4月 - 1985年10月
- 青森放送：月曜日 21:00〜21:30[1]
- 栃木放送：月曜日 21:00〜21:30[1]
- 山梨放送：月曜日 21:00〜21:30[1]
- 静岡放送：月曜日 20:30〜21:00[1]
- 山口放送：月曜日 20:30〜21:00[1]
- 西日本放送：月曜日 20:30〜21:00[1]